# Franz Petrak
Franz Petrak (* 9. Oktober 1886 in Mährisch-Weißkirchen; † 9. Oktober 1973 in Wien) war ein mährisch-österreichischer Botaniker und Mykologe. Sein offizielles botanisches Autorenkürzel lautet „Petr.“

## Leben
Petrak war der Sohn des Obergärtners der k. u. k. Militär-Oberrealschule in Mährisch-Weißkirchen. Er studierte ab 1906 Naturwissenschaften und Mathematik für das Lehramt und speziell Botanik an der Universität Wien unter anderem bei Richard Wettstein. 1913 wurde er promoviert (über Korbblütler der Gattung Kratzdisteln, Cirsium) und war danach Lehrer an einem Gymnasium in Wien. Nach Wehrdienst im Ersten Weltkrieg (Rechnungsunteroffizier in Galizien und Albanien) war er 1918 bis 1938 Privatgelehrter in Mährisch-Weißkirchen (wobei er von den Einkünften als Referenz für Mykologie in Just’s Botanischen Jahresberichten lebte) und ab 1938 mit dem Naturhistorischen Museum verbunden.
Er hatte ein umfangreiches privates Herbarium und veröffentlichte über 500 wissenschaftliche Arbeiten meist in Mykologie. Sein Spezialgebiet waren mikroskopische Formen von Schlauchpilzen und Fungi imperfecti. Als Mykologe war er im Wesentlichen Autodidakt, dem auch nicht viel Literatur zur Verfügung stand (Rabenhorsts Kryptogamenflora von Deutschland, Österreich und der Schweiz) und der mit dem Berliner Mykologen Hans Sydow zusammenarbeitete und in dessen Annales Mycologici veröffentlichte. Aufgrund der politischen Lage ging er 1938 nach Wien, wo er bis 1951 in der botanischen Abteilung des Naturhistorischen Museums Wien arbeitete. Er betreute die Kryptogamen-Sammlung und gab die Kryptogamae exsiccatae heraus. Im Zweiten Weltkrieg organisierte er als einziger der nicht eingezogenen Wissenschaftler des Museums die Sicherstellung der botanischen Sammlungen des Museums (im Keller einer Wiener Bank und auf Schlössern in Niederösterreich), wobei er Ende Mai 1945 den Teilverlust der in Kleinhöflein untergebrachten Bestände durch Brand feststellen musste. 1950/51 war er Gastwissenschaftler beim Pilz-Herbarium des US-Landwirtschaftsministeriums in Beltsville in Maryland. 1951 ging er in den Ruhestand, arbeitete aber weiter wissenschaftlich, teilweise auch deswegen, da ihm als Vertragsangestellter keine Pension zustand. Ab 1947 gab er die Fortsetzung der Annales Mycologici unter dem Namen Sydowia heraus.
Er erstbeschrieb mehrere Arten der Korbblütler-Gattung Cirsium und schrieb eine Monographie der europäischen und nordamerikanischen Arten der Gattung (die geplante Bearbeitung Asiens scheiterte daran, damals geeignetes Studienmaterial aus Japan zu erhalten). Er erstbeschrieb 400 Gattungen und tausende neue Pilzarten, die allerdings nicht alle Bestand hatten.
Er war seit 1917 verheiratet und hatte einen Sohn. Er galt als Sonderling und Einzelgänger, der nie ein akademisches Amt anstrebte und seinen Sohn selbst unterrichtete. Er hielt zeitweise mykologische Kurse am Naturhistorischen Museum ab.
Sein Herbarium mit rund 100.000 Einzelbelegen von Pilzen aus aller Welt ist im Wiener Naturhistorischen Museum, die es zu Lebzeiten von Petrak ankaufte. Riedl beklagte in seinem Nachruf 1978 den chaotischen Zustand, der teilweise dadurch bedingt war, dass Petrak zuletzt zu krank für die Ordnung der Bestände war.

## Ehrungen
Die Pilzgattungen Petrakia Syd. & P.Syd., Petrakiella Syd., Petrakiopeltis Bat., A.F.Vital &  Cif., Franzpetrakia Thirum. & Pavgi, Petrakiopsis Subram. & K.R.C.Reddy, Petrakomyces Subram. & K.Ramakr. und Petrakina Cif. sind ihm zu Ehren benannt.

## Schriften
- Über die Pseudosphaeriaceen v. H. und ihre Bedeutung für die spezielle Systematik der Pyrenomyceten, Annales Mycologici 21 (1923): 30–69
- mit H. Sydow: Die Gattungen der Pyrenomyceten, Sphaeropsideen und Melanconieen. I. Teil : Die phaeosporen Sphaerosideen und die Gattung Macrophoma, in: Repertorium novarum specierum regni vegetabilis, Beiheft 42 (1927): 1–551
- Beiträge zur Pilzflora Südost-Galiziens und der Zentralkarpathen. In: Hedwigia. Band 67, 1927, S. 179–330 (zobodat.at [PDF]).
- Beiträge zur Kenntnis der orientalischen Pilzflora. In: Annalen des Naturhistorischen Museums in Wien. Band 52, 1941, S. 301–396 (zobodat.at [PDF]).